# Yongfeng Xiang (ort i Kina, Xinjiang Uygur Zizhiqu, lat 43,61, long 87,34)
Yongfeng Xiang (kinesiska: 永丰, 永丰乡) är en ort i Kina. Den ligger i den autonoma regionen Xinjiang, i den nordvästra delen av landet, omkring 29 kilometer sydväst om regionhuvudstaden Ürümqi. Antalet invånare är 7 098. Befolkningen består av 3 356 kvinnor och 3 742 män. Barn under 15 år utgör 19,0 %, vuxna 15-64 år 71 %, och äldre över 65 år 8,0 %.
Runt Yongfeng Xiang är det ganska glesbefolkat, med 47 invånare per kvadratkilometer. Det finns inga andra samhällen i närheten. Trakten runt Yongfeng Xiang består i huvudsak av gräsmarker.
Genomsnittlig årsnederbörd är 311 millimeter. Den regnigaste månaden är november, med i genomsnitt 54 mm nederbörd, och den torraste är januari, med 11 mm nederbörd.